# Jessica Zúñiga
Jessica Zúñiga Morales – ekwadorska zapaśniczka walcząca w stylu wolnym. Brązowa medalistka igrzysk Ameryki Południowej w 2010 roku.